# Mimela laevigata
Mimela laevigata är en skalbaggsart som beskrevs av Gilbert John Arrow 1908. Mimela laevigata ingår i släktet Mimela och familjen Rutelidae. Inga underarter finns listade i Catalogue of Life.